# Chrztowo
Chrztowo est une localité polonaise de la gmina rurale de Liniewo située dans le powiat de Kościerzyna en voïvodie de Poméranie. Elle se trouve à environ 17 km à l'est de Kościerzyna et 42 km au sud-ouest de la capitale régionale Gdańsk.

## Géographie

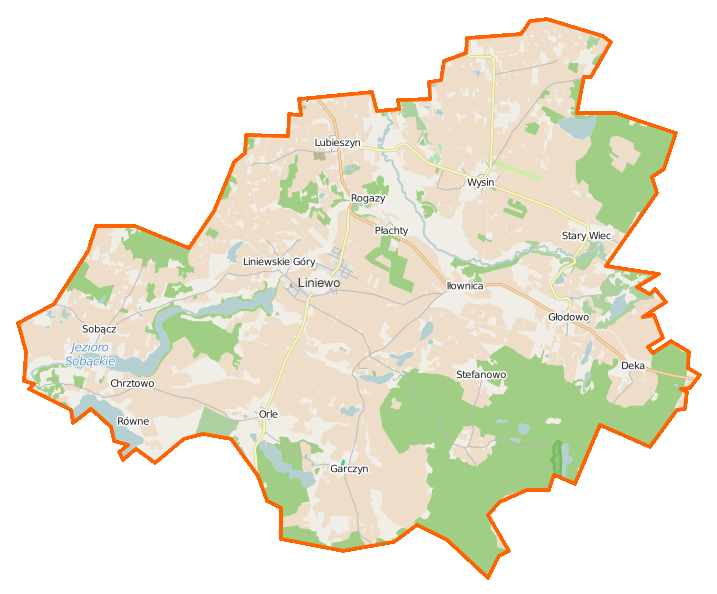
Carte de la gmina de Liniewo.